# Leichlinger Sandberge

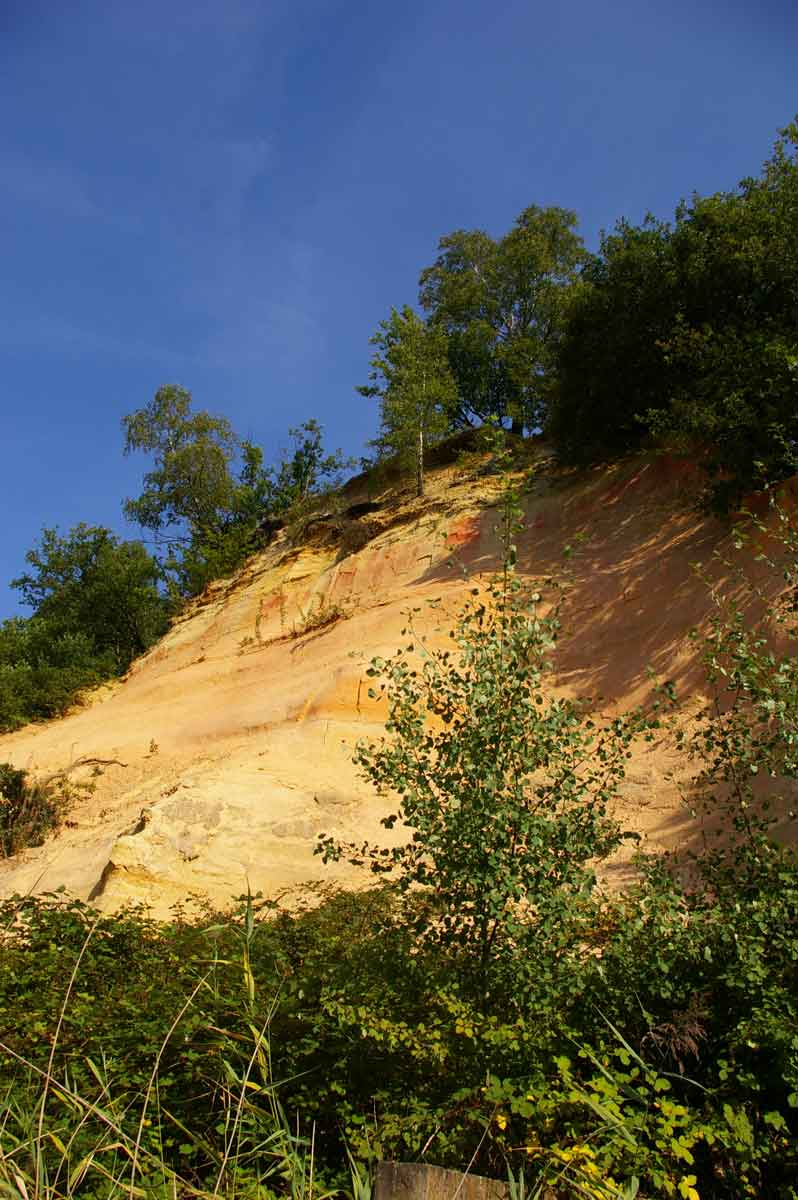
Naturdenkmal Heidberg

Die Leichlinger Sandberge finden sich dem Westrand des Bergischen Landes vorgelagert an der Stadtgrenze von Langenfeld zu Leichlingen. Sie sind Bestandteil der Bergischen Heideterrasse.

## Lage und Entstehung
Wer früher vor dem Steilabfall des „aufgeschnitten“ nach Leichlingen daliegenden Heidbergs durch die Sandgrube wanderte, entdeckte dort häufig Ammoniten, versteinerte Kopffüßer mit Kalkschale, die in Trias, Jura und Kreidezeit lebten. Als schwimmende Bewohner des hohen Meeres bildeten ihre toten Körper das Material für den weißen Klebsand, der in Glasindustrie und Baustoffindustrie so heiß begehrt war. Um diesen Stoff aus der einstigen Meeresbucht, heute Kölner Bucht geheißen, im Tagebau zu gewinnen, wurden fast die gesamten Sandberge abgetragen. Sie liegen im Übrigen am Ostrand der als Heideterrasse bezeichneten Mittelterrasse des Rheins, der – neben der Hebung des einstigen Meeresbodens durch tektonische Kräfte – möglicherweise über die Jahrmillionen hinweg mit seinen Teil zu der besonderen Ansammlung des feinen weißen Sandes beigetragen haben könnte.
Für ein Mitwirken des Rheins bei der Formung dieser Landschaft vor dem Bergland sprechen nämlich Findlinge in den Sandbergen, die von Mosel, Nahe und Lahn stammen. Die Leichlinger Sandberge, wie sie seit etwa 1800 genannt werden, sind heute durch die Tätigkeit des Menschen nur noch in drei Bergen (und einem halben Heidberg) erhalten. Sie liegen in Nord-Süd-Richtung aneinander gereiht südlich der B 229, westlich der Straße Ziegwebersberg und nördlich des Leichlinger Naturfreundehauses. Den Westen begrenzen die Straßen Am Bruengersbroich, Heiderhöfchen und Kapeller Weg zur Autobahn A 3 hin. Es sind dies von Nord nach Süd, und dies auf dem Gebiete Wiescheids der Wenzelnberg, in Immigrath der Spürklenberg sowie der Kellerhansberg. Einstmals zu den Sandbergen gehörende Berge wie etwa der Block oder der Stockberg haben sich nur in Straßennamen erhalten. Die stark zerklüfteten Berge Spürklenberg und Wenzelnberg trennen im Übrigen die Straßen Kapeller Weg sowie Auf dem Kurzenbruch, die zur Reinoldi Kapelle in Solingen-Rupelrath führen.
Die einstmals reichen Sandvorkommen auf der Leichlinger Seite zur Straße Ziegwebersberg wurden inzwischen fast vollständig für die Baustoffindustrie sowie die Glasindustrie abgebaggert. Heute findet sich in diesem Bereich eine große Mülldeponie, die über die Autobahn A 542 zwischen Spürklenberg und Kellerhansberg hindurch angefahren werden kann. Trotz erheblicher Proteste gegen die Deponie ist diese in weiten Teilen inzwischen verfüllt und dort bereits stillgelegt. Der Rest des Heidbergs selbst wurde 1983 zum geologischen Naturdenkmal erklärt und somit vor dem weiteren Zugriff des Menschen bewahrt. Trotz dieser Unterschutzstellung schreitet die natürliche Erosion fort. Den besten Blick auf die geologischen Schichten dieses angeschnittenen Berges hat man von der Straße Am Stockberg aus.

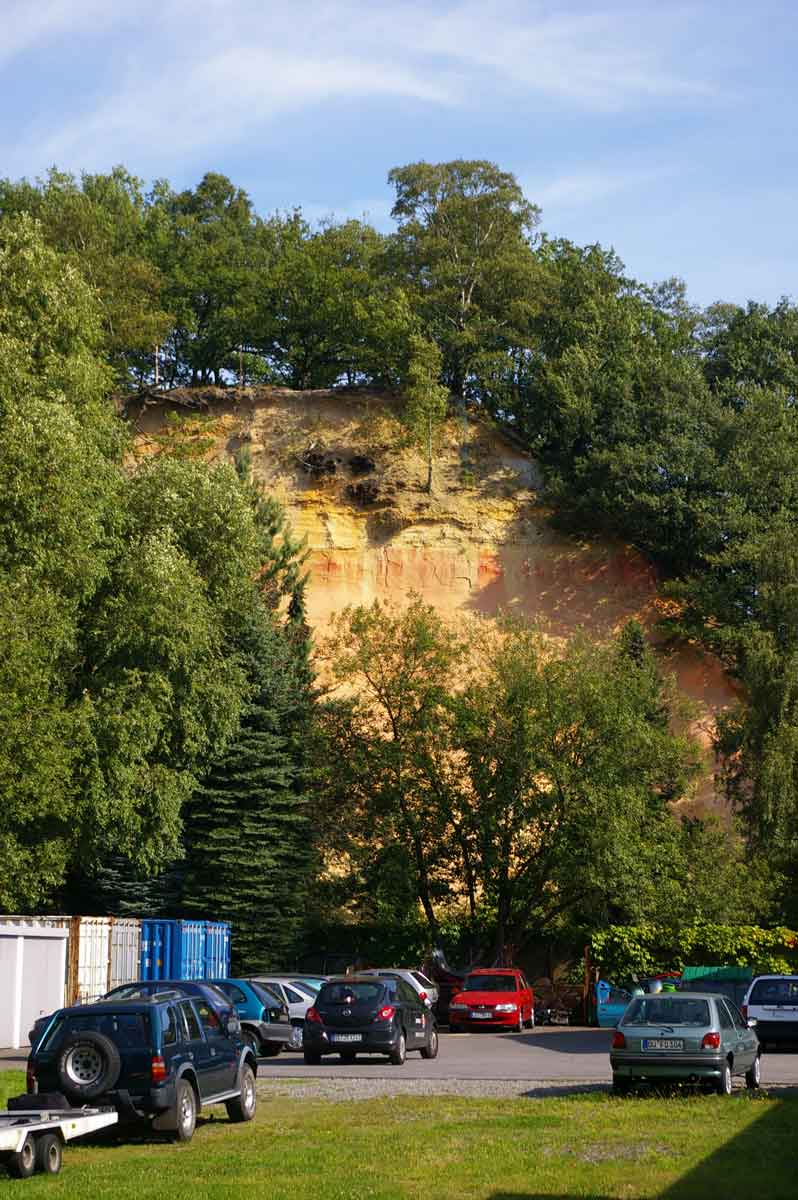
Gut versteckt: Naturdenkmal Heidberg
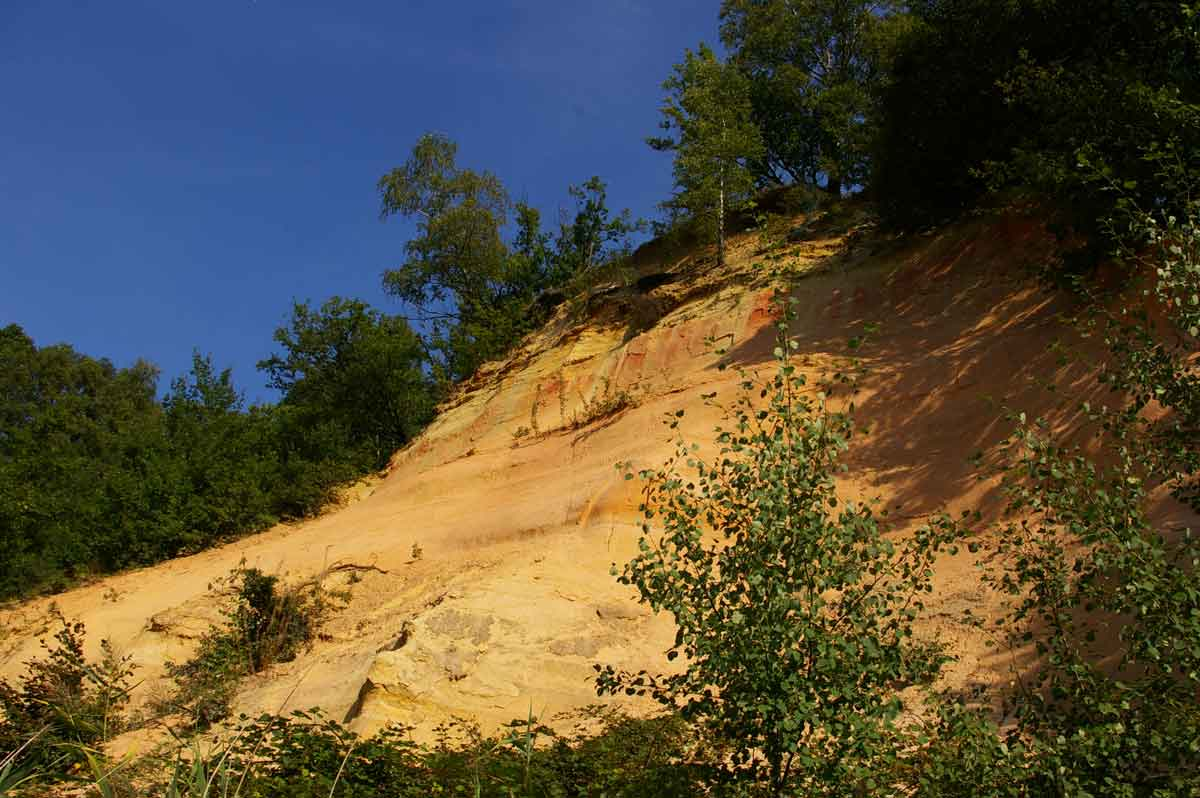
Leichlinger Sandberge: Der Heidberg
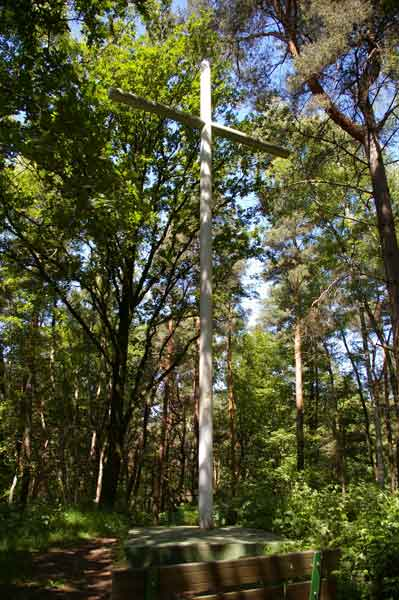
Gipfelkreuz des Wenzelnbergs
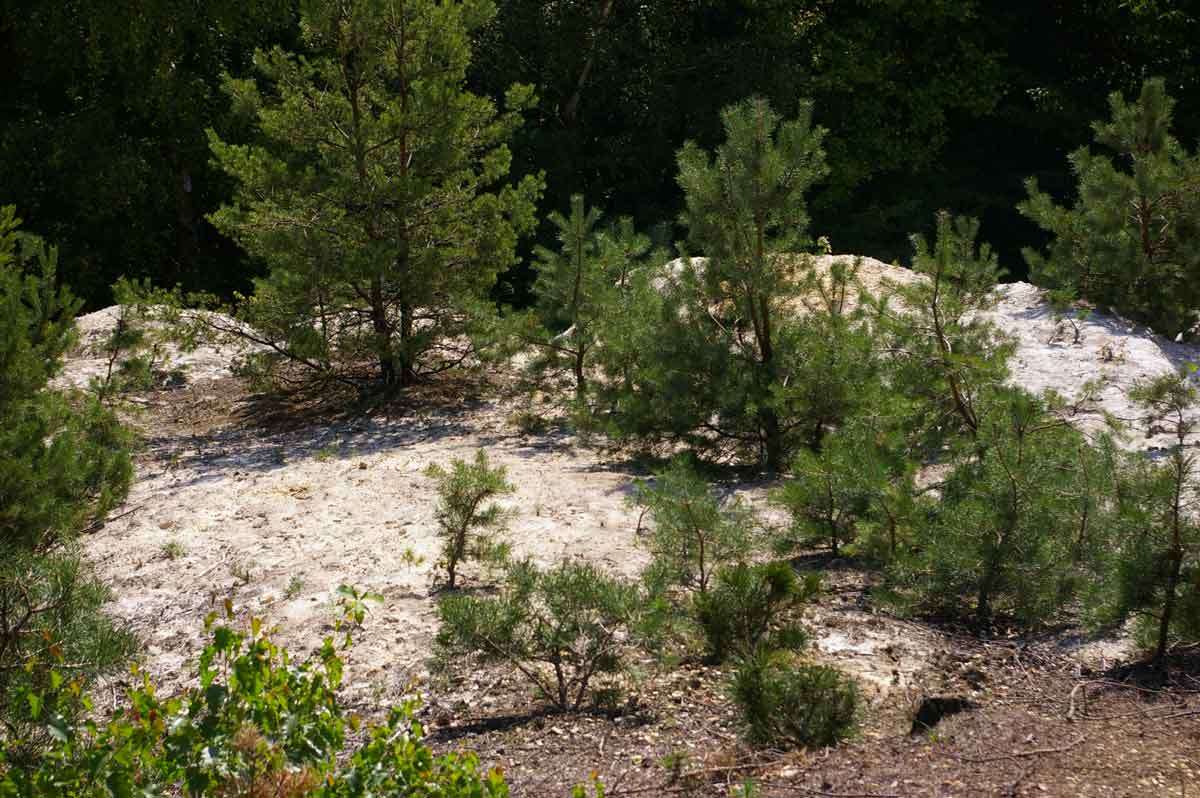
Objekt der Begierde: Sand

## Aus der Geschichte

### Langenfeld
Bereits am 28. Juni 1367 wird eine "santcuyle" an "deme molenberge" der Richrather Gemarkung erwähnt. Seit dieser Zeit ist der Abbau von Sand im Tagebau, in so genannten Sandgruben/Kiesgruben nachgewiesen. Wann allerdings genau mit der Förderung von Sand in den Sandbergen begonnen wurde, ist nicht bekannt. Um 1800 jedenfalls wird für Gladbach von einem Kiesweiher berichtet. Und 1832 erwähnte Landrat von Hauer, habe früher die Verbindlichkeit bestanden, 20 Karren Sand (heute würde man von LKW-Ladungen sprechen) an die Regierungskanzlei in Düsseldorf zu liefern. Diese Verpflichtung sei erst in napoleonischer Zeit 1807 aufgehoben worden.
Als zu Beginn des 19. Jahrhunderts der Bedarf an weißem Sand größer wurde, richtete man im Bereich von Block, Kellerhansberg, Heidberg, Spürklenberg und Wenzelnberg Sandgruben ein. In diesem Zusammenhang finden die Immigrather Unternehmen Hülsbeck AG, Bergische Sandwerke GmbH, Immigrather Sandwerke Gebrüder Mismahl/"Grubenausbeute in Silber- und Klebsand" sowie eine Gewerkschaft des Eisensteinbergwerks Othello, Betriebsleitung Sandgruben-Unternehmen am Kaisersbusch Erwähnung. Offenbar waren allerdings die Erwartungen manches Unternehmers größer als erhofft. Das Unternehmen Bergische Sandwerke GmbH etwa ging bereits 1906 wieder in Konkurs, wie es eine Anzeige des Königlichen Amtsgerichts Opladen vom 5. Dezember 1906 in der Opladener Zeitung ausweist. Andere Unternehmen dagegen prosperierten. Bei zunehmendem Absatz wurden deshalb auch immer wieder neue Arbeiter in den Gruben gesucht. So baute man zum Zwecke des Transports Feldbahnen mit einer Spurweite von 60 oder 71 cm, um den Sand von den Gruben zum Bahnhof Immigrath, am Westrand der Hardt gelegen, abzutransportieren. Die Gewerkschaft Othello etwa besaß 1905 zu diesem Zweck zwei Dampflokomotiven mit 25 PS und 30 PS sowie 50 Kippwagen mit je 2000 kg Tragfähigkeit. Und die Gebrüder Mismahl verfügten bereits 1908 über eine mit einem 14 PS-Benzinmotor ausgerüstete Lokomotive. Ausweislich der Karten der Preußischen Neuaufnahme verliefen die Bahnstrecken über Gladbach zum Bahnhof Immigrath. Die aufgelassenen Gruben dienten später als Mülldeponien.
Nachgetragen sei zum Immigrath-Wiescheider Teil der Sandberge, dass offenbar erst der Kauf des Geländes und dessen Wiederaufforstung durch Bürgermeister Felix Metzmacher deren völlige Vernichtung verhinderte. So blieben auf Langenfelder Seite die möglicherweise archäologisch interessanten Gebiete um den Spürklenberg sowie den Kellerhansberg vom Abbau ausgeklammert. Ob eventuell noch der Adel vom Gladbacher Hof aufgrund der Trassierung der Kleinbahnen über das Hofgelände Einfluss ausübte, wird nicht berichtet.

### Leichlingen
Von der Leichlinger Seite aus trieb man zunächst, wohl ebenso etwa ab dem Jahr 1800, Stollen in den Berg, um an den weißen Streu- und Scheuersand, wie die besonderen Muschelkalk-Meeresablagerungen auch genannt wurden, zu gelangen. Als diese Stollen später im Tagebau wiederentdeckt wurden, spekulierte man um deren Bedeutung und Geschichte. Mancher sah in ihnen "Räubernester", andere hielten sie für ein Werk der alten Römer. Anfänglich betrieb man den Abbau der begehrten "Silbernester" und den Transport des Materials mit einfachsten Hilfsmitteln wie Schöppe, Weidenkorb und Pferdewagen. Schließlich wurde durch den Eigentümer des Sandbetriebs, Karl Halbach, eine von Pferden gezogene Schleppbahn angelegt, bis um 1914 dann die Sandgrube einen direkten Bahnanschluss erhielt. Von da ab verließen täglich drei Züge mit bis zu 50 Kipploren das Gelände. Eingestellt wurde der Betrieb der Grube dann im Jahre 1983.

## Der Wenzelnberg
Der Wenzelnberg bildet heute mit 111,5 m über nn die höchste Erhebung der Stadt Langenfeld. Bekannt wurde er über die Stadtgrenze hinaus wegen eines dort in den letzten Tagen des Krieges verübten Endphaseverbrechens. Am 13. April 1945 wurden dort in einer Schlucht  71 kriminelle und politische Häftlinge erschossen. Es handelte sich um 60 Gefangene aus der Strafanstalt Remscheid-Lüttringhausen, vier Untersuchungsgefangene aus der Anstalt Wuppertal-Bendahl und sieben in Ronsdorf einsitzende Zwangsarbeiter. Die Männer wurden ohne Gerichtsurteil von einem Gestapo-Sonderkommando erschossen und sofort verscharrt. Nach einer ersten Exhumierung der Toten und einer Beisetzung am 1. Mai 1945 vor dem Rathaus in Solingen-Ohligs wurden die Getöteten noch einmal umgebettet. Seit dem 19. Januar 1965 ist der Toten letzte Ruhestätte wieder der Ort ihrer Ermordung. Seitdem ist das Mahnmal gleichzeitig der Grabstein auf ihrem Friedhof.
Oberhalb der Gedenkstätte befindet sich das Gipfelkreuz des Wenzelnbergs. Auf die Ortslage Gravenberg zu befindet sich der Hochbehälter der Stadtwerke Langenfeld, dessen Decke mit 116,3 m noch den Gipfel des Wenzelnbergs überragt. Nicht weit entfernt vom Mahnmal entfernt befindet sich des Weiteren das Denkmal für die Gefallenen des Ersten Weltkriegs sowie des Zweiten Weltkriegs, soweit es sich um Männer aus Wiescheid und Feldhausen handelte.
Die Ortslage Gravenberg wird mutmaßlich mit der Wasserburg Haus Graven nicht nur in einem namentlichen, sondern auch in einem geschichtlichen Zusammenhang stehen. Inwieweit eine Verbindung zur vermuteten Geschichte an Spürklenberg und Kellerhansberg bestehen könnte, ist allerdings völlig offen.

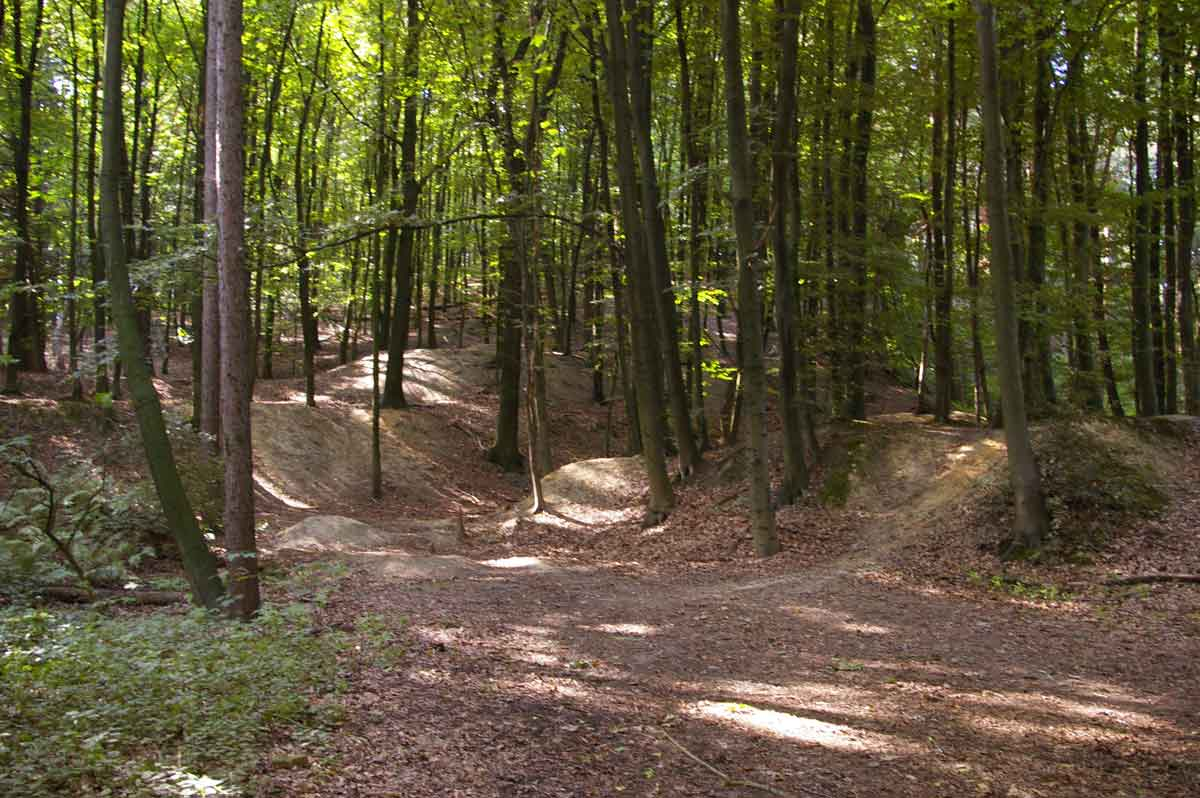
Wallanlagen am Spürklenberg
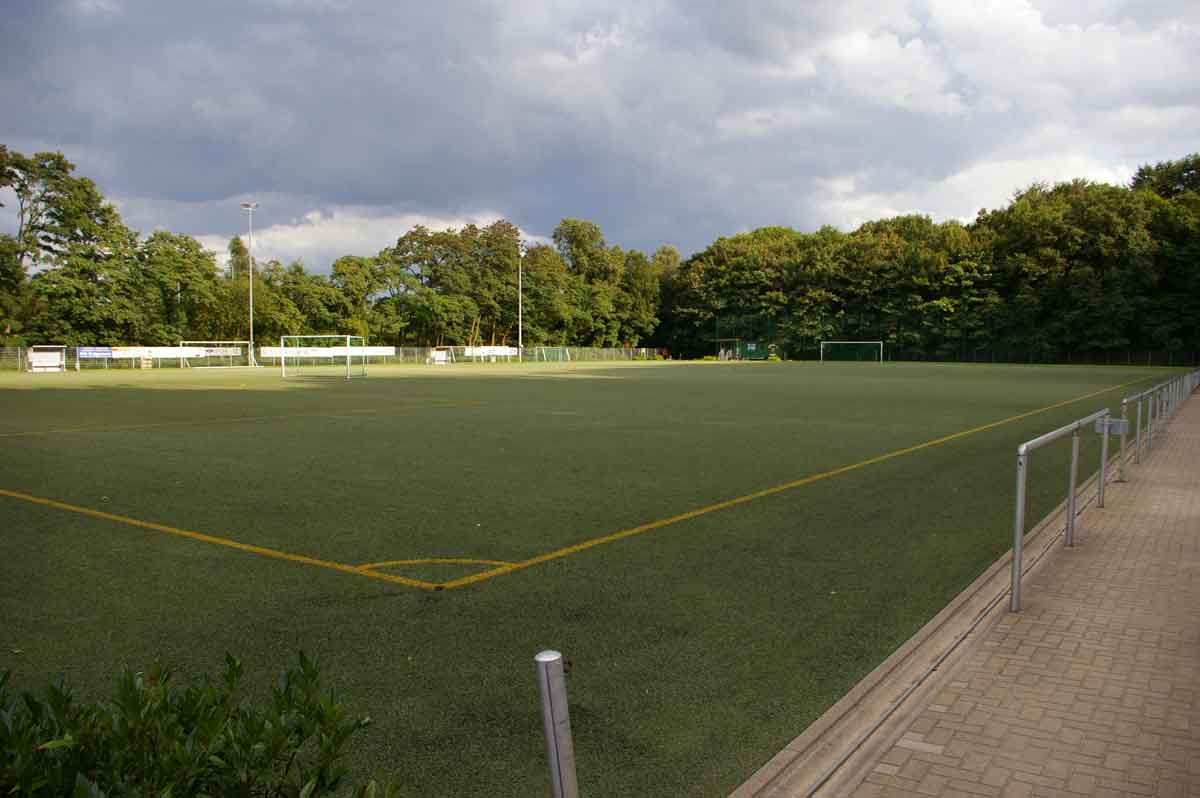
Fußballplatz des Vereins Gravenberger SV 06
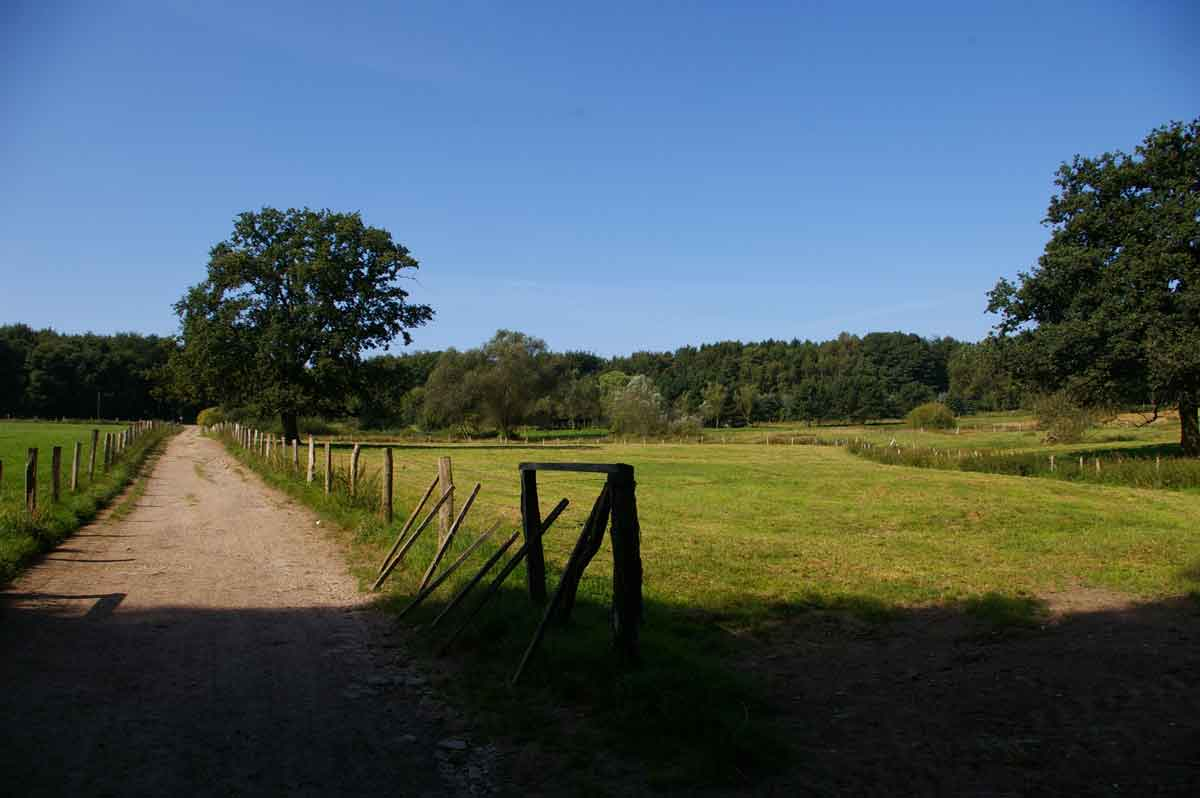
Hinter Spürklenberg und Wenzelnberg
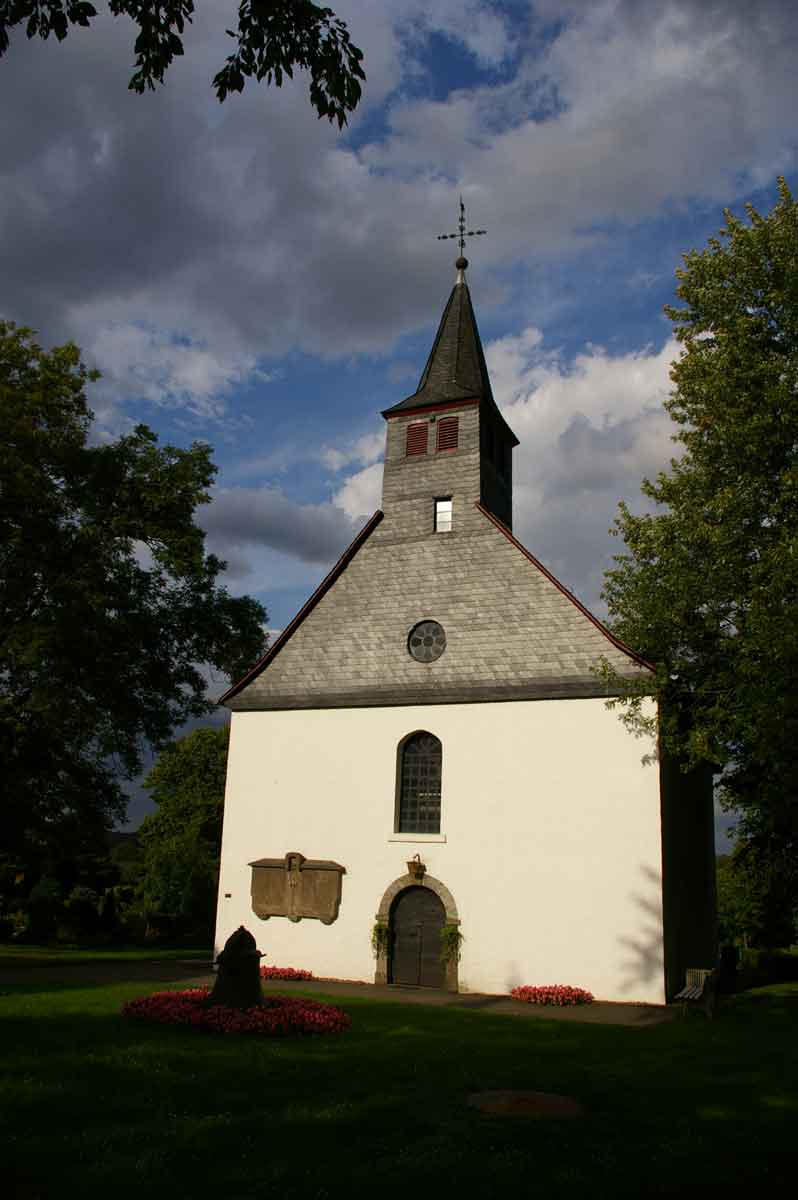
St. Reinoldi im einstigen Dückeburger Jagdgebiet

## Der Spürklenberg
Der Spürklenberg ist mit 111 Metern über nn nur geringfügig niedriger als der Wenzelnberg. Er ist der mittlere der drei Immigrath-Wiescheider Sandberge. Auf seinem Gipfel, seiner Nordwestflanke und nach Nordwesten hin vorgelagert befinden sich Wallanlagen, deren Bedeutung unbekannt ist. Hier Überbleibsel des Tagebaus zu vermuten, wäre die naheliegende Lösung. Vermutet wurde allerdings ein Zusammenhang mit der Ermordung des kaiserlichen Abgesandten im Jahre 973, der zur Aufgabe einer Klostergründung führte.
An seine Nordflanke jedenfalls liegt der Waldfriedhof, einziger kommunaler Friedhof in Langenfeld und daher der Bestattung von Menschen aller Weltanschauungen offenstehend. An der Westflanke waren früher Rodelbahnen für Schlittenabfahrten ausgewiesen.

## Der Kellerhansberg
Sehr stark zerklüftet zeigt sich der südlich liegende Kellerhansberg. Eine flache Talsohle auf 78,0 Metern wird rundherum von miteinander verbundenen Erhebungen und Hochebenen von 92,5 – 92,6 und 93,4 Metern eingefasst. Auf Höhe 90,0 Metern durchzieht ein Graben die gesamte Ostflanke des Berges. Inmitten der Talsohle steht eine kegelförmige, nicht vermessene Bergspitze. Am östlichen Rand des Tales zeigt ein auf halber Höhe liegendes Plateau ebenfalls die Spuren menschlichen Eingriffs. Vom Weg am Naturfreundehaus vorbei, Am Block genannt, besteht eine Zugangsmöglichkeit in das Tal. Dieser Zugang ist von drei Erhebungen eingefasst, die in Nord-Süd-Richtung in der amtlichen Karte 1:5000 (Langenfeld-Hardt) mit 6, 3 und 8 Metern über der Talsohle angegeben werden. Insgesamt hier die Überbleibsel eines Tagebaus zu vermuten, erscheint noch abwegiger als am Spürklenberg. Allerdings stehen archäologische Untersuchungen des gesamten Gebietes aus. Auch hier wird im Übrigen ein Zusammenhang mit der Klostergründung gesehen, ist jedoch ohne wissenschaftlichen Nachweis reine Spekulation.